# Видишкес
Видишкес (лит. Vidiškės) — деревня в Игналинском районе, в 5 км к северо-востоку от Игналины, по дороге в Тверечай. В деревне имеются дом престарелых, два старосты (Драугистес и Мелиораториу).
Сохранился Видишский костел Посещения Девы Марии (с 1906 г.) и комплекс Видишской усадьбы XVIII века, состоящий из шести зданий. Имеется большой парк, раскинувшийся между озером Варни и усадебным дворцом, стоящим на высоком склоне. Работают Видишская средняя школа и библиотека (с 1970 года).

## Этимология
Vidiškės — личный топоним, суффикс -iškės происходит от личного имени Видас. В XIX веке местность называлась Пшиазне (лит. Pšyjazne).

## История
Видишки упоминаются в исторических источниках с XVI века. В советское время это был районный центр, центральный поселок советской птицефабрики.
16 июля 2015 года утвержден герб Видишкеса.

## Известные люди
- Сильвестрас Гимжаускас — известный педагог (родом из Кирдейкяй), в старости жил в Видишкесе. Собирал народное искусство, языки и этнографические предметы в этом регионе, распространял книги.
- Альгимантас Шална — литовский биатлонист, чемпион мира и Олимпийских игр.